# Miguel Holguín y Figueroa
Miguel Holguín de Figueroa, también conocido como Miguel Holguín y Figueroa (Cáceres, 1516 - Tunja, c. 1576), fue uno de los conquistadores españoles que se forjaron con los padecimientos y necesidades que les proporcionaron las tierras americanas, y que después de un periodo de luchas y sinsabores, le llegó el disfrute de los bienes que le proporcionaron sus sacrificios. Holguín de Figueroa dejó descendencia en la comarca de Tunja.

## Biografía
Miguel Holguín de Figueroa nació en Cáceres, España, en 1516. En sus primeros años estuvo de paje al servicio de un noble cacereño, donde aprendió el dominio del caballo, el manejo de las armas y adquirió conocimientos formativos. Disciplinas y enseñanzas que le valdrían para labrarse su futuro en cualquier actividad que se le presentara. 
Buscando nuevas perspectivas, se embarcó hacia el Nuevo Mundo y en 1535 llegó a la Isla de Cubagua, Venezuela, en la expedición del gobernador Jerónimo de Ortal, donde también llegaban Pedro de Valdivia y Juan Fernández Alderete, para la exploración y pacificación del territorio de Paria, situado en el oriente de la actual Venezuela, y donde entonces se creía que en las márgenes del alto Orinoco, se encontraba el mítico El Dorado.

## Hambre y hostilidades
Desde la Isla de Cubagua pasaban a la parte continental, y al mando del capitán Agustín Delgado, emprendían la marcha por el territorio de Paria y fundaban San Miguel de Neverí, primera población que se materializaba en el territorio oriental de Venezuela; después de algunos incidentes con los soldados del gobernador Antonio Sedeño, salían hacía el alto Orinoco buscando ese Dorado que a todos ilusionaba; pero llegar al objetivo no era cosa fácil, la fragosidad tropical de la tierra, el ataque de los naturales, el hambre y las enfermedades acabarían con la vida de varios soldados.
La mala gestión gerencial y la irresolución de Ortal, unidos a los continuos pleitos con los vecinos de gobernación y las necesidades de alimentos y otras precariedades que pasaban sus soldados, terminaron con la paciencia de sus hombres; éstos provocaron un motín y conducidos por Martín Nieto y Juan Fernández Alderete, sin importarles los mayores padecimientos que iban a sufrir, se aventuraron a buscar por su cuenta, otros horizontes donde tuvieran más comidas y soportaran menos indecisiones y fracasos de los que les había proporcionado Ortal.
Los sublevados, marcharon hacia occidente y a los pocos días muere el intérprete en un enfrentamiento con los naturales y de momento optan por solucionar lo más perentorio y salir adelante en su nueva situación. Atravesando enmarañados llanos, soportando torrenciales aguaceros, aguantando el irresistible calor, vadeando torrenteras y caudalosos ríos y pasando hambre y calamidades, después de caminar más de mil quinientos kilómetros, llegarán cansados, hambrientos y casi desnudos a los territorios de los Welser; concretamente en la parte central de la actual Venezuela, donde algún tiempo después el polémico Juan de Carvajal fundaba la ciudad madre de Venezuela: El Tocuyo. 

## Nuevas experiencias
Holguín, manejaba el caballo con desenvoltura y maestría, y cuando había enfrentamientos con los indios lucía sus osadas habilidades. Otra de sus experiencia en los ríos de los Llanos, fue uno de los primeros españoles que sufrió los efectos del “pez temblador” al tocar uno de ellos. En enfrentamiento con los indígenas, estuvo a punto de despeñarse con su caballo, al prenderle los indígenas, fuego a la maleza. 
Al llegar a las posesiones de los alemanes, Holguín se sumaba a las fuerzas de Nicolás de Federmán para seguir en la búsqueda del Dorado; por sus cualidades el alemán lo nombraba sargento mayor. En su larga caminata, después de cuatro años, Federmán conseguía llegar hasta Bogotá donde se encontraba con las fuerzas de Gonzalo Jiménez de Quesada y las de Sebastián de Belalcázar. Como a Holguín le gustó el territorio por sus posibilidades crematísticas, se sumaba a las fuerzas del capitán Gonzalo Suárez Rendón e intervenía exitosamente en la conquista de la comarca de Tunja.

## Vecino de Tunja
Por sus señalados servicios en la conquista del territorio y su cargo de sargento mayor, recibía las encomiendas de Tibasosa y Chámeza. Además, como personaje destacado, intervenía en las importantes decisiones de la ciudad. En julio de 1543, Miguel Holguín y otros pobladores de Tunja, denunciaron al gobernador Alonso Luis de Lugo, los malos tratos que Hernán Pérez de Quesada le daban a los indígenas de la comarca. Cuando Jerónimo Lebrón de Quiñones vino como gobernador al Nuevo Reino de Granada, Holguín encabezó en la protesta en Tunja para que Lebrón no fuera aceptado.
Resuelto su futuro y con vida sedentaria en Tunja, Miguel Holguín se casó en primeras nupcias con Isabel de Cárcamo y Orozco, hija del gobernador de Santa Marta, Martín Lope de Orozco. De este matrimonio nacieron dos hijas, Inés y Elvira. En segundas nupcias, contrajo matrimonio con Isabel Maldonado de Bohórquez, con quien tuvo los siguientes hijos: Diego, María, Antonio, Francisca, Isabel, Leonor y Miguel.
Por sus conocimientos y su capacidad gerencial ocupó varios cargos en el Cabildo y en la administración de la ciudad de Tunja. Fue alcalde ordinario en los años 1558, 1564, 1572 y 1576. En 1565, se le nombraba teniente de gobernador, capitán general y corregidor de la ciudad de Tunja, en la administración del corregidor Lope de Orozco, mientras este visitaba la ciudad colombiana de Vélez. 
Como agradecimiento a la ciudad que tan bien le había acogido, Holguín levantó a su costa la ermita de San Laureano de Tunja, consagrada el 25 de enero de 1574 por el arzobispo de Bogotá Luis Zapata de Cárdenas.